# All-Star Weekend (filme)
All-Star Weekend é um filme americano de comédia-drama esportiva inédito dirigido por Jamie Foxx, que co-escreveu o roteiro com Donald "Speedy" Caldwell Jr. Produzido por Foxx, Avram "Butch" Kaplan, Chuck Pacheco e Deon Taylor, o filme estreia Foxx, Jeremy Piven, Jessica Szohr, Eva Longoria, Robert Downey Jr., Ken Jeong, Gerard Butler e Benicio del Toro.
Em agosto de 2022, o filme foi considerado adiado indefinidamente.

## Prémio
Malik e Danny, dois motoristas de caminhões apaixonados por basquete, são devotos de seus jogadores favoritos, LeBron James e Stephen Curry. Enquanto Malik e Danny passam seus dias nas estradas, Abby, namorada de Danny, está começando a repensar o relacionamento devido à sua obsessão pelo basquete. Mas uma pausa inesperada surge quando os dois conseguem ingressos para o Jogo das Estrelas da NBA.
No caminho para o tão esperado evento, o destino reserva um encontro com Ásia, uma mulher bela e misteriosa que parece carregar consigo segredos profundos. Conforme a viagem avança, Malik e Danny se veem envolvidos em uma série de eventos que desafiam suas expectativas. A presença de Ásia adiciona uma camada de intriga, sugerindo que há mais em jogo do que apenas uma partida de basquete.
À medida que o enredo se desenrola, os três se encontram em uma situação de vida ou morte, enfrentando desafios que vão além das quadras de basquete. Malik e Danny são confrontados com decisões difíceis que testam não apenas sua devoção ao esporte, mas também sua coragem e lealdade uns com os outros. Enquanto lutam para superar os obstáculos, descobrem que a verdadeira força vem da união e da amizade, mesmo nos momentos mais sombrios.
Neste emocionante conto de reviravoltas e reviravoltas, os dois motoristas de caminhões e sua nova companheira Ásia aprendem que, às vezes, é nos momentos mais desafiadores que encontramos nossa verdadeira determinação e valor. E no meio da incerteza e do perigo, eles descobrem que os verdadeiros heróis não são apenas os que brilham nas quadras, mas também os que enfrentam corajosamente os desafios da vida com integridade e determinação..

## Elenco
- Jamie Foxx como Malik
- Jeremy Piven como Danny
- Jessica Szohr como Abby
- Eva Longoria como Asia
- Robert Downey Jr. como o mexicano
- Ken Jeong
- Gerard Butler
- Benicio del Toro
- Dj Khaled
- French Montana
- Inanna Sakis
- Jasmine Waltz
- Luenell
- Terrence Terrell
- Corinne Foxx
- Tyrin Turner
- The Game
- RD Whittington
- Floyd Mayweather Jr
- Porscha Coleman
- Snoop Dogg

## Produção

### Elenco
Em outubro de 2012, o filme foi anunciado pela primeira vez como parte de uma parceria informal entre Jamie Foxx e Ken Jeong, onde eles concordaram em estrelar em filmes escritos pelo outro. Devido à parceria, Jeong assinou com o All-Star Weekend, enquanto Foxx teria estrelado em Jeong's After Prom, mas a produção desse filme acabou no inferno do desenvolvimento. No início de 2016, Robert Downey Jr., Gerard Butler, Benicio del Toro, Jessica Szohr e Eva Longoria foram confirmados para estrelar no filme ao lado de Foxx e Jeong.

### Filmagens
A Fotografia principal começou em 26 de outubro de 2016, em Los Angeles, Califórnia, com John T. Connor servindo como cineasta. Vários atores foram confirmados para aparecer, incluindo Jeremy Piven, DJ Khaled, French Montana, Inanna Sarkis, Jasmine Waltz, Luenell, Terrence Terrell, Corinne Foxx, Tyrin Turner, The Game e RD Whittington. Durante uma entrevista de Podcast em julho de 2017 no The Joe Rogan Experience, Jamie Foxx revelou que ele "retratará um polícia branco e racista" e "caminhou para convencer Robert Downey Jr. a interpretar um mexicano" no filme. Foxx reiterou isso durante uma entrevista em junho de 2018 no Jimmy Kimmel Live!Jimmy Kimmel ao vivo!, ao mesmo tempo em que revelou que Downey Jr. estava apenas no set por quatro horas. Em janeiro de 2019, o filme estava em pós-produção. Jeffery Alan Jones serviu como Re-recording mixer, através de Alan Audio Works.

## Lançamento
O All-Star Weekend estava originalmente programado para ser lançado em 16 de fevereiro de 2018, para coincidir com o NBA All-Star Game de 2018, mas a pós-produção não foi concluída a tempo. O filme foi adiado para 22 de fevereiro de 2019, dentro da semana do Jogo de Estrelas da NBA de 2019, mas acabou perdendo a data de lançamento por razões não reveladas. O filme foi projetado para ser lançado em algum momento mais tarde em 2019, e depois projetado para sair em 2021. Em julho de 2022, o filme foi considerado adiado indefinidamente. Em agosto de 2022, Jamie Foxx confirmou que o filme não será lançado, devido a "tentativa de abrir os cantos sensíveis com Robert Downey Jr. interpretando um homem mexicano". O papel de Downey Jr. foi dito ter sido inspirado em seu personagem Kirk Lazarus em Tropic Thunder (2008).